# The Jew Among Thorns
O judeu entre espinhos ( em alemão:  Der Jude im Dorn   ), também conhecido como O Judeu das Sarças, é um conto de fadas anti-semita escrito pelos Irmãos Grimm (n.º 110). É um conto de Aarne-Thompson tipo 592 ('Dancing in Thorns'). Um conto anti-semita semelhante na coleção é The Good Bargain.

## Origem
A história é contada na Europa desde o século XV. Em sua versão anterior, não retratava um judeu, mas um monge cristão que é obrigado a dançar em um espinheiro por um menino que, para efetuar o truque punitivo, toca flauta ou violino. Este leitmotiv anticlerical foi muitas vezes reimpresso em livros de brincadeiras daquele período e durante o Renascimento. 
Os Irmãos Grimm publicaram este conto pela primeira vez na primeira edição de Kinder-und Hausmärchen em 1815 (vol. 2). Eles conheciam pelo menos 4 versões anteriores: Historia von einem Bawrenknecht (1618), de Albrecht Dietrich, originalmente escrita como uma peça de teatro rimada em 1599, Fritz Dölla mit seiner gewünschten Geigen (1620), de Jakob Ayrer, e duas versões orais de Hesse e da família von Haxthausen.

## Sinopse
Depois de passar um ano a serviço de um patrão rico, um servo honesto e trabalhador não é pago, mas seus serviços são mantidos na crença de que ele continuaria a trabalhar sem salário. Isso se repete no final do segundo ano. No final do terceiro ano, quando seu senhor é visto vasculhando o bolso e retirando o punho vazio, o servo pede ao senhor que pague uma quantia justa para que o servo possa procurar trabalho em outro lugar. Ele é pago 'liberalmente' com três pence; sem saber o valor do dinheiro, o servo vai embora, pensando que foi bem recompensado.
Feliz com sua nova riqueza, o servo encontra um anão que se queixa de que está na miséria e pede ao servo que entregue seus ganhos porque ele, ao contrário do anão, é um jovem em forma, feliz e que encontrará muito trabalho. O jovem de bom coração faz isso; impressionado com sua generosidade, o anão lhe concede três desejos. O jovem pede uma arma de caça que acertará infalivelmente o alvo pretendido; uma rabeca que, ao tocar, obrigará a dançar quem a ouvir; e o poder de não ter nenhum pedido que ele faz rejeitado. Eles se separam e o jovem continua sua jornada.

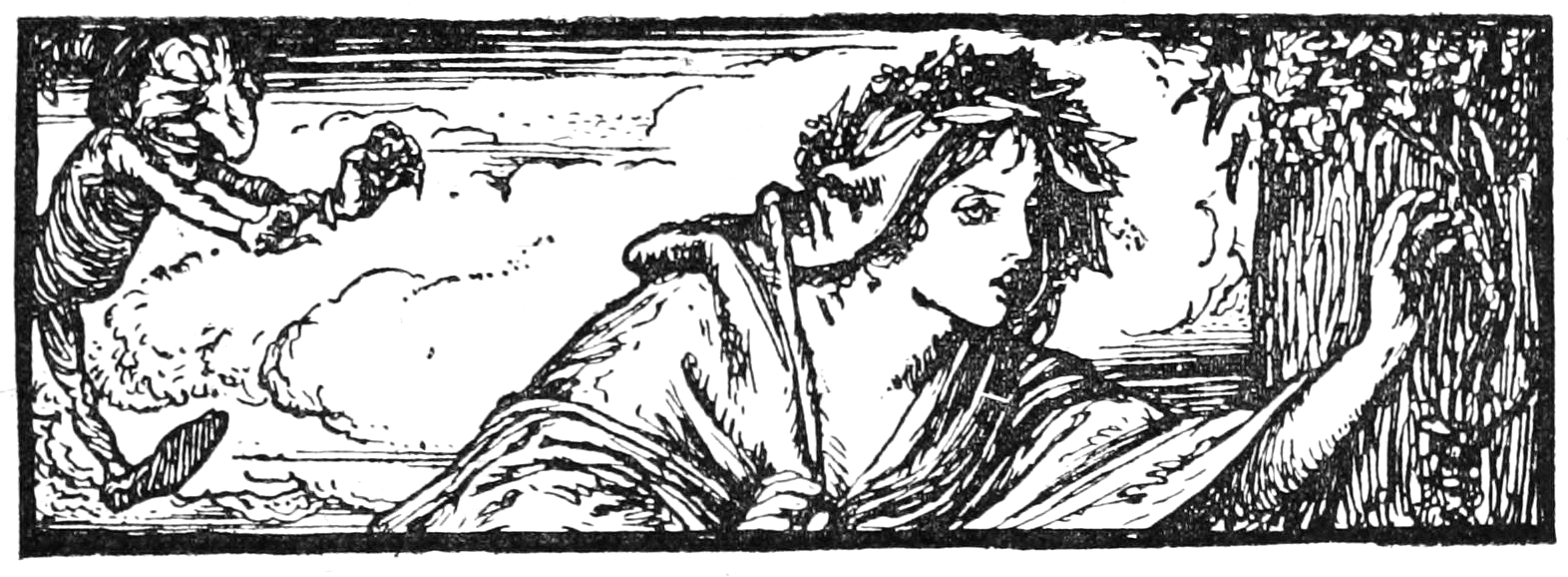
Ilustração da edição de 1912 de Grimm's Household Tales

O jovem logo encontra um judeu com um cavanhaque que está ouvindo um pássaro canoro. O judeu se maravilha com a voz poderosa do pequeno animal e expressa o desejo de tê-la. O jovem atira no pássaro, que cai em uma cerca de espinhos. Enquanto o judeu escolhe cuidadosamente o caminho entre os arbustos para recuperar o pássaro, o jovem toca seu violino, fazendo com que o judeu comece a dançar irresistivelmente. Sua dança frenética entre os espinhos faz com que seu casaco surrado seja rasgado em farrapos, sua barba seja penteada e sua carne seja rasgada. O judeu implora ao jovem que pare de jogar, mas o jovem persiste, pensando; "Você abusou bastante das pessoas com seu jeito de dirigir escravos. Agora os espinheiros servirão para você sem pior." 
O judeu então oferece ao jovem uma bela soma de dinheiro para parar de tocar violino, que ele aceita, zombando do judeu, elogiando-o por seu estilo de dança. O judeu posteriormente procura um magistrado e apresenta uma queixa contra o servo, alegando que o servo roubou o dinheiro. Após as investigações, o jovem é preso por extorsão; ele é julgado e condenado à forca. Ele pede um último favor: poder tocar seu violino. O judeu protesta vigorosamente, mas o juiz atende ao pedido do jovem e os habitantes da cidade se encantam com a dança maníaca, que não terminará até que o judeu declare que o dinheiro não foi roubado. O jovem é solto e pergunta ao judeu onde ele conseguiu o dinheiro. O judeu confessa tê-lo roubado e é enforcado no lugar do servo. 

## Variantes
Uma versão americana de Kentucky, intitulada "The Jew That Danced Among the Thorn Bushes", foi gravada em Tales from the Cloud Walking Country, de Marie Campbell, publicado em 1958. Também inclui um pedido de desculpas de seu informante: "Parece que todas as histórias sobre judeus dão aos judeus um nome ruim - gananciosos, pegando dinheiro em espécie, roubando seus trabalhadores de seus salários - não sei o que mais. Eu nunca conheci um judeu, nunca encontrei um." 

## Análise

### Antissemitismo
Segundo Emanuel Bin-Gorion, O Judeu Entre Espinhos é uma narrativa em que a "judaicidade" do personagem não é um ingrediente essencial da história, mas é incidental a ela. A história, no entanto, pode ser lida como uma sugestão de que os judeus não têm direito à justiça cristã,  e que, enquanto outros personagens cristãos têm traços supostamente judaicos, como interesse em dinheiro, comércio, avareza e falsidade enganosa (como o rico patrão da juventude rabeca), só o judeu deve ser punido. 
A virulenta tensão do antissemitismo alemão foi detectada nos contos de fadas dos Grimm,  e embora essa hostilidade aberta tenha um papel pequeno na coleção geral, sua agenda antijudaica é significativa e emerge em três dos 211 contos de a edição final de 1857. Além de O Judeu Entre Espinhos, temas anti-semitas estão presentes em outras duas histórias; Der gute Handel (The Good Bargain), e Die klare Sonne bringt's an den Tag (O sol brilhante o trará à luz do dia).  Na obra Deutsche Sagen dos Grimm, outras histórias antissemitas, como A Pedra dos Judeus (Der Judenstein)  e A garota que foi morta por judeus (Das von den Juden getötete Mägdlein) estão presentes.
Nesses contos, embora todos os comerciantes sejam vilões, o comerciante judeu é descrito como um explorador dos pobres particularmente inescrupuloso. Muito gira em torno das diferenças entre dois conceitos que estão intimamente relacionados em alemão; Tausch (comércio) e Täuschung (decepção).  Tipicamente, o judeu é mostrado como pobremente vestido e com uma barba grisalha ou amarela, e é um bode expiatório quando um personagem infeliz se mete em problemas e é condenado à morte por enforcamento.  Embora o tema seja menor na edição de 1857, trinta anos antes em sua edição especial dos contos infantis – Die kleine Ausgabe (edição pequena) – os dois contos de fadas mais explicitamente antissemitas receberam muito mais destaque entre os 50 publicados em aquela edição.   Um exame minucioso de suas sucessivas redações do material mostra que Wilhelm Grimm editou o texto para lançar a figura judaica em uma luz cada vez mais dúbia enquanto fazia o Knecht (servo) parecem ser um personagem mais positivo. 
Alguns estudiosos consideram O Judeu Entre Espinhos como o exemplo notável do antissemitismo dos Grimm por causa de seu estilo humilhante e insensível. Os historiadores debatem se esses contos refletem os pontos de vista dos Irmãos Grimm ou registram os pontos de vista populares das pessoas comuns cujas histórias eles registraram. Já em 1936, três anos na era da Alemanha nazista, Arnold Zweig identificou a fábula como aquela que incitava sentimentos anti-semitas entre os alemães.
Educadores e propagandistas nazistas usavam esses contos não expurgados para doutrinar crianças; Louis L. Snyder escreve que "uma grande parte da literatura nazista projetada para crianças era apenas uma versão modernizada dos contos dos Grimms".  